# Pääsaari (ö i Södra Savolax, Nyslott, lat 62,22, long 29,10)
Pääsaari är en ö i Finland. Den ligger i sjön Kaita och i kommunen Nyslott i  landskapet Södra Savolax, i den sydöstra delen av landet, 300 km nordost om huvudstaden Helsingfors. Öns area är 0,2 hektar och dess största längd är 90 meter i öst-västlig riktning.